# Anthony Morrow (Offizier)
Anthony Morrow, CVO ist ein Commodore der Royal Navy im Ruhestand. Er ist vor allem als letzter kommandierender Offizier der Royal Yacht Britannia bekannt.

## Leben
Morrow trat 1962 der Royal Navy bei. Ihm wurde das Kommando über mehrere Schiffe übertragen, darunter 1979 die HMS Lindisfarne, 1983 die HMS Active und 1988 die HMS Mercury, ein Marinestützpunkt und Standort der Royal Navy Signals School.
Im April 1995 wurde er zum Flaggoffizier der Royal Yachts ernannt und übernahm anschließend das Kommando über die Royal Yacht Britannia. Er diente als Kapitän während der Übergabe von Hongkong im Jahr 1997, als die Yacht den Governor of Hong Kong, Chris Patten und den Prince of Wales nach der Übertragung der Souveränität zurück in das Vereinigte Königreich brachte. Er war der letzte Kapitän der Yacht, da sie später in diesem Jahr am 11. Dezember außer Dienst gestellt wurde.
Im Dezember 1997, nach der Außerdienststellung der HMY Britannia, ernannte ihn Elisabeth II. in Anerkennung seiner Verdienste zum Commander of the Royal Victorian Order (CVO).